# Tisa-Silvestri, Bacău
Tisa-Silvestri este un sat în comuna Odobești din județul Bacău, Moldova, România.